# 敏實集團
敏實集團有限公司（英語：Minth Group Limited，港交所：0425），簡稱敏實集團，是一家全球性汽車零部件一級供應商（Tier 1 supplier）。公司於1992年創立（於開曼群島註冊成立的有限公司），早期在中國大陸設有生產基地，隨後業務迅速擴展至全球，現於亞洲、北美、歐洲等地設有超過50個生產據點。集團於2005年在香港聯合交易所上市，在美國、墨西哥、德國、塞爾維亞等地建立製造與研發設施，首席執行官為魏清蓮。

## 歷史
股票在2005年12月1日於港交所主板上市。招股價為2.56港元，國際配售為2億股，集資額為5.12億港元。
在2014年4月，公司主席秦榮華則指在2008年4月29日，原本收購親屬公司Talentlink HK與Magic Figure，總代價為8,859.3萬元人民幣（相當於1.11億港元），並已獲獨立股東批准，但證監會則在2014年4月11日，指收購無效，因此需要賠償9,905萬港元，而在審判結案前，主席秦榮華仍然保留職位。
2019年，入主臺灣的大華科技大學後學校董事長由秦榮華擔任，後於2020年8月1日將校名更名為「敏實科技大學」，全名為「大華學校財團法人敏實科技大學」

## 外部連結
- minthgroup.com （页面存档备份，存于）